# Cattedrale della Beata Vergine Maria Assunta in Cielo
La cattedrale della Beata Vergine Maria Assunta in Cielo (in croato: Katedrála Blažene Djevice Marije) è un luogo di culto situato a Belgrado, in Serbia, nella parte della città chiamata "Neimar". È sede dell'arcidiocesi di Belgrado.

## Storia
La precedente chiesa è stata edificata nel 1925 e benedetta nello stesso anno dall'allora delegato apostolico in Bulgaria Angelo Roncalli, futuro papa Giovanni XXIII, durante la sua visita a Belgrado il 25 settembre. In virtù della presenza della congregazione degli assunzionisti francesi, la chiesa per molto tempo è stata chiamata "chiesa francese".
Nel 1938 iniziò la costruzione di una nuova chiesa, progettata come una "chiesa memoriale" per i soldati francesi e serbi caduti sul fronte a Salonicco. A causa della seconda guerra mondiale e delle sue conseguenze, la costruzione dell'edificio restò interrotta per più di 40 anni e, nel frattempo, la chiesa venne utilizzata prima come sede di Radio Belgrado e poi come magazzino di medicinali. La costruzione riprese solo nel 1987 e venne rapidamente portata a termine.
L'organo a canne venne costruito da Francesco Zanin nel 1999; a trasmissione mista (meccanica per i manuali e il pedale, elettrica per i registri) dispone di 48 registri disposti su tre manuali e pedale.